# Оперативный штаб ВМС США
Оперативный штаб ВМС США — высший орган боевого управления военно-морскими силами США. Возглавляет штаб руководитель военно-морскими операциями (англ. US Navy Chief of Naval Operations), называемый иногда просто начальником штаба ВМС США. Руководитель военно-морскими операциями назначается министром ВМС, и является, по сути, командующим ВМС США.
Оперативный штаб ВМС США состоит из четырёх главных управлений — кадров, образования и обучения личного состава; информации, планирования и разработки стратегических концепций; связи и сетевых систем; интеграции возможностей и ресурсов. Каждое из управлений штаба ВМС возглавляют заместители начальника штаба ВМС. В структуру штаба также включён ряд вспомогательных управлений — военно-морской разведки; материальной готовности системы тылового обеспечения; образования и обучения (руководитель последнего управления подчинён непосредственно начальнику главного управления кадров). В штабе ВМС имеются также 4 отдела: директора испытаний и оценок технических регламентов; главного хирурга флота; начальника резерва ВМС; начальника службы капелланов.
В ведении начальника штаба ВМС находятся также 4 межфлотских (опытовых сил; сил специальных операций, учебное и главное управление резерва ВМС) и 10 береговых командований:
- командование разведки
- командование законодательной службы
- командование кораблестроения и вооружений
- командование авиационно-техническое
- командование космических средств и систем боевого обеспечения
- командование снабжения
- инженерно-строительное командование
- командование береговой инфраструктуры
- главное управление кадров
- главное медицинское управление

Традиционно Оперативному штабу ВМС подчиняются военно-морская академия в Аннаполисе и обсерватория ВМС США в Вашингтоне.